# Noce (araldica)
In araldica il noce è simbolo di innocenza e virtù perseguitata. Presso alcuni simboleggia anche nozze felici in quanto anticamente nei conviti nuziali erano sempre offerte le noci.

Mastio sormontato da un noce (Nosate)
Albero di noce di verde, fustato e sradicato al naturale, fruttato di ventuno d'oro (Nocera Inferiore)
Tagliato: nel 1° d'azzurro, alla lettera n d'oro, intrecciata con una foglia di noce di verde, posta in sbarra; nel 2° d'argento, al fiore di cacao, un frutto di cacao aperto ed uno chiuso posti in orlo, il tutto al naturale (Noisiel, Francia)
D'azzurro, a tre noci d'oro (Néoules, Francia)